# Werner Tschannen
Werner Tschannen (geboren am 17. Februar 1946) ist ein Schweizer ehemaliger Torhüter. Tschannen war zwischen 1964 und 1971 und von 1972 bis 1980 Torwart des FC Biel-Bienne.
Tschannen bestritt einige Spiele mit der B-Nationalmannschaft und stand mit dem FC Biel-Bienne drei Mal im Cup-Halbfinale. Er ist u. a. nebst Fritz Jucker mit 15 Jahren in der ersten Mannschaft der dienstälteste Spieler des FC Biel-Bienne. Er hatte die ganze Juniorenabteilung des FC Biel-Bienne durchlaufen und war für das UEFA-Turnier 1964 in den Niederlanden für die Schweizer Auswahl aufgeboten.
2012 war er kurzzeitig Mitglied des Verwaltungsrats des FC Biel, trat aber nach wenigen Monaten wegen „unterschiedlicher Auffassungen bezüglich des Umgangs mit der sportlichen Abteilung“ zurück.